# 半田水晶
半田 水晶（はんだ みずき、1997年10月14日 - ）は、女子競輪選手。日本競輪選手会茨城支部所属、ホームバンクは取手競輪場。師匠は芦澤大輔（90期）。日本競輪選手養成所（以下、養成所）第128期生。

## 来歴
群馬県出身。筑波大学大学院卒。大学院卒業後は染めQテクノロジィに就職。
大学、社会人時代は陸上競技・円盤投げのトップクラスで活躍。インカレ、日本選手権では表彰台に上がった。2017年のガールズグランプリ（平塚）で、先行する奥井の姿を見て感動。結果2着だったが、当時は大学生だった半田のアスリート魂を激しく揺さぶった。
染めQテクノロジィは2023年末に退職。日本競輪選手養成所には適性試験で合格、第128回生として入所。第3回記録会ではゴールデンキャップを獲得。
2025年5月2日、熊本FII（競輪ルーキーシリーズ）でデビュー、3着。初勝利は翌3日。次戦であった5月16日からのいわき平FIIでは初日に落車、2日目以降は途中欠場。結局、その次の四日市FIIも負傷欠場し、ルーキーシリーズは4走（うち完走は3回）したのみに留まった。
2025年6月30日、川崎FIで本格デビュー。ただ、当日のガールズは2レースとも落車が相次ぎ失格も含めて途中欠場者が6名も発生したことで翌7月1日の2日目以降は補充が間に合わずレースカットとなり、第6レースで5着に終わった半田も止む無く強制的に途中欠場の憂き目に遭い、本格デビュー場所は初日の1走だけで終わった。ただ、次戦である7月19日、地元・取手FIIでの決勝戦では、憧れであった奥井迪らを相手に打鐘すぎから逃げて1着となり、本格デビュー2場所目で初優勝を飾った。